# Scuola di Resìna
Per Scuola di Resìna (o Repubblica di Portici, secondo l'ironica definizione di Domenico Morelli) si intende una corrente pittorica italiana, sviluppatasi sul tema del verismo e affine alla corrente dei macchiaioli. 

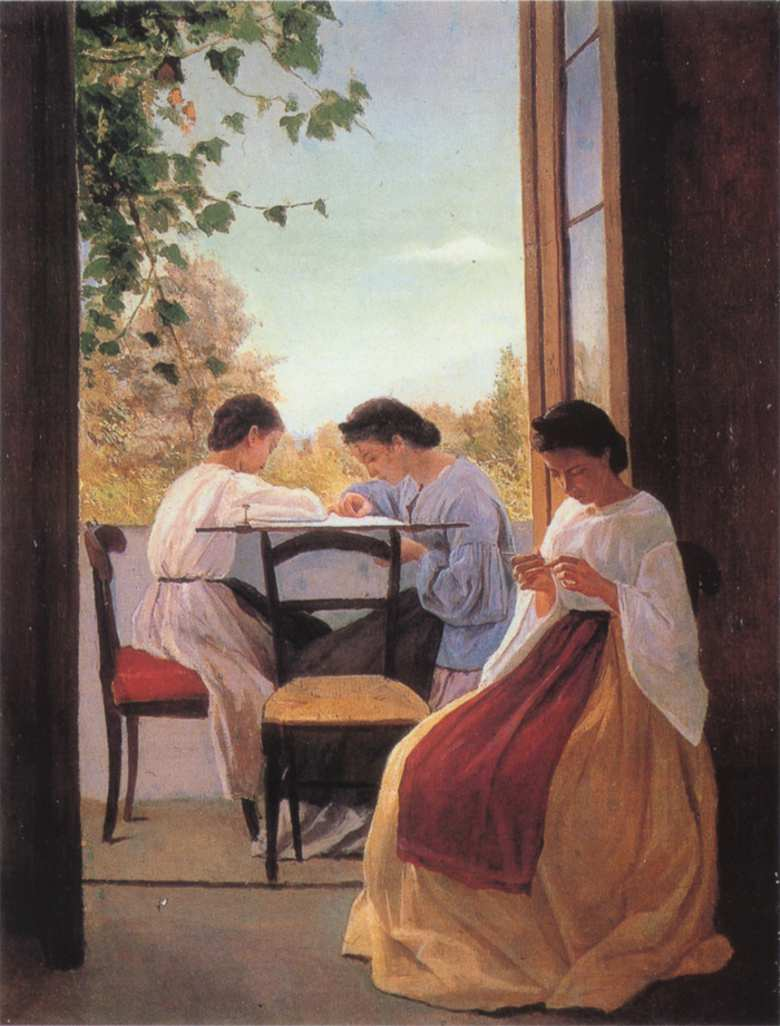
Adriano Cecioni, Le Ricamatrici, 1866

## Storia
Un gruppo di pittori si riuniva presso Resìna (oggi Ercolano) e a Portici, dal 1863 al 1867, cioè dall'arrivo a Napoli di Adriano Cecioni, fino alla partenza di Giuseppe De Nittis per Parigi.
La nuova corrente artistica ebbe inizio sin dal 1858 quando Federico Rossano già avviato nelle esperienze paesaggistiche attinte dalla Scuola di Posillipo, si trasferì a Portici presso lo studio di Marco De Gregorio annesso alla Reggia di Portici.
Se De Gregorio rappresentò la figura centrale, germinale e conclusiva della Scuola, fu il Rossano a portare in dote alcune intuizioni pittoriche avverse agli schemi classicheggianti mentre Giuseppe De Nittis il primo a rompere gli indugi con gli studi in Accademia guidati da Gabriele Smargiassi dalla quale venne espulso per indisciplina dopo due anni di frequentazione. Il nucleo della Scuola insediatosi nella reggia borbonica prese corpo con l’arrivo di Raffaele Belliazzi, eletto presidente di un movimento di reazione che si poneva in netta contrapposizione con l’ambiente accademico partenopeo a quel tempo polarizzato dal descrittivismo palizziano, minuzioso e materialista, e dalla pittura di soggetto storico e celebrativo di Domenico Morelli.
Secondo la critica si trattò di un sodalizio nato per combattere la troppo facile vena illustrativa degli asinelli di Palizzi ed opporsi alla grossolana retorica del Morelli, teatrale ed esteriore  e per esercitare un’arte indipendente, puramente veristica e realista tendente alla vera manifestazione semplice del vero nelle sue svariate forme senza orpello e transazioni.

Già nel 1886 il critico toscano Diego Martelli nel saggio scritto per la morte del Cecioni, notava che 
L’impostazione resinista della veduta, seppur liricamente intuita, era analizzata in maniera pungente e minuziosa, del tutto priva di pennellate abbreviate in cui il senso della luce e dell’atmosfera veniva colto attraverso la freschezza dell’immagine, la semplicità del racconto e la rinuncia ad ogni concessione romantica e sentimentale.
Da tali presupposti nacquero alcune opere capitali come La traversata degli Appennini di De Nittis  e Strada di paese  e Interno del parco di Capodimonte  di De Gregorio tutte esposte a Capodimonte. 
Nel 1868, attratto dalla Ville Lumiere, De Nittis era già a Parigi non più interessato a rimanere negli schemi antiaccademici di una polemica artistica locale, mentre De Gregorio restò interprete solitario delle sorti della scuola fino alla sua morte. La Favorita di Portici, Giornata di sole e Strada di Resina del 1873 come pure Nella Villa del 1875, furono i lavori migliori dell’ultima produzione dell’artista.
Gli altri pittori della cerchia, tra i quali Cortese e Campriani, incerti nelle singole interpretazioni, si limitavano a lavori di facili risultanze di valore prevalentemente estetico, sensibili al più a qualche risentimento macchiaiolo. Il solo Enrico Gaeta, si mostrò artista indipendente fra i più sinceri e veraci interpreti della scuola di Resina.
Con la scomparsa nel 1876 di due protagonisti del genere come De Gregorio e Giacinto Gigante, tutta la pittura di paesaggio a Napoli si preparava a subire un ulteriore cambio di rotta, dovuta anche alla determinante personalità dello spagnolo Mariano Fortuny, che fu di passaggio proprio a Portici nella primavera del 1874.
L’eredità di Fortuny sui pittori napoletani segnò un’ulteriore apertura nello studio della realtà, condotto attraverso l'analisi dei valori atmosferici del paesaggio visto sotto un filtro di luce intensa e solare investita da toni brillanti, in una sovraesposizione quasi accecante.
Per il nuovo stile, gli elementi naturali si fondevano nella diffusa luminosità del giorno e nella visione contrastata delle ombre; i dettagli delle figure e degli edifici penetravano con la minuzia di un'osservazione lenticolare sia nella rappresentazione dei paesaggi di campagna di Laezza, che negli scorci delle borgate di periferia come in Mezzodì di luglio di Monteforte  o come in Studio di case coloniche di Simonetti.
Lo stesso trattamento della luce, così ricca di contrasti, è la caratteristica più evidente di alcune vedute di coste capresi e napoletane: Slargo di Santa Teresa a Capri di Santoro, Marina Grande a Capri di Leto e I bagnanti sull'arena di San Giovanni a Teduccio ancora di Laezza, mentre l'effetto di controluce è utilizzato per la costruzione di alcune rappresentazioni d'interno rustico come in Osteria di Campagna di Chiarolanza.
La scuola di Resina terminò stabilendo una cesura con il passato e rappresentando una fase di cambiamento profondo nel panorama del paesaggismo meridionale grazie anche ai legami con la contemporanea produzione macchiaiola in Toscana e l'influenza del nascente impressionismo francese.
Le istanze del movimento artistico si esaurirono in un clima ormai mutato che andava anticipando un tutt’altro genere di pittura con le figure prorompenti, tutte genio e follia, di Gemito,  Mancini e infine Migliaro.